# Flapper
A Flapper é uma empresa de aviação executiva sob demanda sediada em Belo Horizonte, no Brasil. A Flapper opera num mercado de táxi aéreo e oferece reservas por assento, bem como fretamento de aviões inteiros para voos charter.

## História da Empresa
A Flapper foi fundada no início de 2016 com o objetivo de democratizar a aviação executiva através da tecnologia. A ideia de um "Uber da aviação executiva" foi de Arthur Vizin, Iago Senefonte e William Oliveira, todos funcionários da startup russa de tecnologia financeira Qiwi, que fundaram a empresa juntamente com o Presidente Executivo Paul Malicki.
A aceleradora de startups brasileira ACE foi a primeira a injetar recursos na Flapper e, em meados de 2018, outros investidores, incluindo a gestora de fundos brasileira Confrapar, lideraram o investimento inicial. Em dezembro de 2018, a empresa acumulou 4 milhões de reais em financiamento.

## Operações

### Rotas e tarifas
Em meados de 2019, a Flapper disponibilizou reservas em mais de 200 aviões executivos de asa fixa e rotativa operados por 27 empresas de táxi aéreo e ofereceu voos compartilhados entre o Rio de Janeiro, São Paulo e destinos de litoral brasileiro. Os preços se iniciam a partir de aproximadamente 200 reais em voos partilhados unidirecionais, em qualquer segmento entre duas destas cidades. No final de 2018, a empresa inaugurou vários destinos sazonais, como Capitólio, Jericoacoara e São Miguel dos Milagres. Outro voo sazonal que a Flapper oferece é o serviço de voos compartilhados entre o Rio de Janeiro e Búzios.

### Plataforma de reservas
O passageiro pode reservar um lugar através da aplicação no smartphone, que também permite que os usuários fretem um avião inteiro ou um helicóptero mediante pedido. Os usuários selecionam a partida e o destino, o número de lugares, o tempo de viagem e o melhor horário para os voos. Em seguida, a aplicação mostra os aviões disponíveis e os detalhes dos modelos, as horas e os preços. Todos os jatos e helicópteros pertencem a empresas de táxi aéreo regularizadas pela ANAC. Os usuários podem verificar também os certificados de navegabilidade aérea e manutenção de cada avião, o seu seguro de responsabilidade civil e aeronáutica e a certificação de cada empresa dada pela Agência Nacional de Aviação Civil do Brasil. A plataforma de reservas automática da Flapper está ligada aos principais sistemas de gestão de viagens empresariais do Brasil e às maiores agências de viagens empresariais do país, através das quais o mercado empresarial brasileiro obtém 70% do total do volume das reservas de viagens. Em meados de 2018, Malicki comunicou que a receita da reserva por lugar da Flapper em voos partilhados tinha fornecido cerca de 50% do total da receita da altura, com os voos charters a fornecerem o restante. A Flapper obtém cerca de 80% da sua receita a partir da sua aplicação para dispositivos móveis.

### Pagamentos
Os utilizadores podem pagar por cartão de crédito e têm a opção de dividir o pagamento em três parcelas.

## Planos futuros
A Flapper planeia lançar um modelo de subscrição, que, através de uma taxa mensal fixa, oferecerá a cada membro viagens ilimitadas em toda a rede da Flapper. Em 2019, a Flapper pretende também ampliar a sua rede de serviços partilhados para incluir voos entre São Paulo e outros destinos de praia, bem como um serviço ligando São Paulo a Curitiba. Para as tarifas por lugar mais elevadas, a empresa está a considerar também oferecer serviços de classe executiva e de primeira classe, apenas em jatos (provavelmente os ERJ 135 da Embraer), nos segmentos mais longos que ligam a capital Brasília a São Paulo, ao Rio e a Belo Horizonte.
Em outubro de 2018, foi comunicado que a Flapper planeia incluir helicópteros elétricos no seu serviço de partilha de voos previsto para começar em 2021.

## References
1. 1 2 3  Freitas, Tainá (14 de junho de 2018). «Startup de aviação levanta R$ 3 milhões para fazer VOCÊ andar de jatinho». StartSe. Consultado em 5 de maio de 2019
2. ↑  Faustino, Raphael (20 de abril de 2019). «"Uber da Aviação Executiva", Startup Brasileira Expande Serviço e Atrai Investimentos». PE&GN. Globo. Consultado em 5 de maio de 2019
3. 1 2  Renner, Maurício (12 de julho de 2018). «Flapper oferece Concur para clientes». Baguete. Consultado em 6 de maio de 2019
4. 1 2 3 4 5 6 7  Kjelgaard, Chris. «Flapper Technologies Plans Online Booking Expansion». Aviation International News (em inglês). Consultado em 6 de maio de 2019
5. ↑  Gontijo, Juliana (17 de janeiro de 2019). «'Uber' da aviação, aplicativo Flapper conecta BH a destinos em Minas». O TEMPO. Consultado em 6 de maio de 2019
6. 1 2  «Uber de jatinhos lança 10 novos destinos para o Réveillon - Cartão de Visita News». Cartão de Visita News. 30 de novembro de 2018. Consultado em 6 de maio de 2019
7. ↑  Infante, Maisa (14 de junho de 2018). «A Flapper permite fretar jatos executivos e comprar assentos em voos compartilhados. Tudo pelo app». Draft Academia. Consultado em 5 de maio de 2019
8. 1 2  «Uber dos jatinhos privados libera parcelamento em voos compartilhados». EXAME. 31 de agosto de 2018. Consultado em 6 de maio de 2019
9. ↑  Piva, Naiady (21 de fevereiro de 2018). «Flapper: app tem voos compartilhados em jatinhos privados». Gazeta do Povo. Consultado em 6 de maio de 2019
10. ↑  Paiva, Fernando (30 de outubro de 2018). «Flapper planeja oferta de voos em helicópteros elétricos autônomos no Brasil». Mobile Time. Consultado em 6 de maio de 2019